# 立陶宛解放最高委員會
立陶宛解放最高委員會（缩写VLIK）是一个寻求立陶宛独立的组织，成立于1943年11月25日（纳粹占领期间）。第二次世界大战后，它迁移到德国和美国继续其工作。立陶宛解放最高委員會自称是立陶宛议会和政府的法定代表，但并不获得国际承认。它于1990年，立陶宛重新独立时解散。